# Židovský hřbitov v Čichticích
Židovský hřbitov v Čichticích se nachází jižně od vsi Čichtice, okres Strakonice, v lesíku na svahu kopce Hnojnice. Je volně přístupný a je chráněn jako kulturní památka České republiky.
Čichtický židovský hřbitov byl založen zřejmě v 2. čtvrtině 18. století a má rozlohu 1439 m2. Nachází se zde obřadní síň a náhrobky od poloviny 18. století. V roce 2008 byla zastupitelstvem Jihočeského kraje Židovské obci v Praze schválena dotace 60 tisíc Kč z grantového programu Nemovité kulturní památky 2008 na rekonstrukci místních náhrobků.
Zdejší židovská komunita přestala existovat podle zákona z roku 1890. Do okupace se o hřbitov starala židovská obec ve Vodňanech.

## Související články

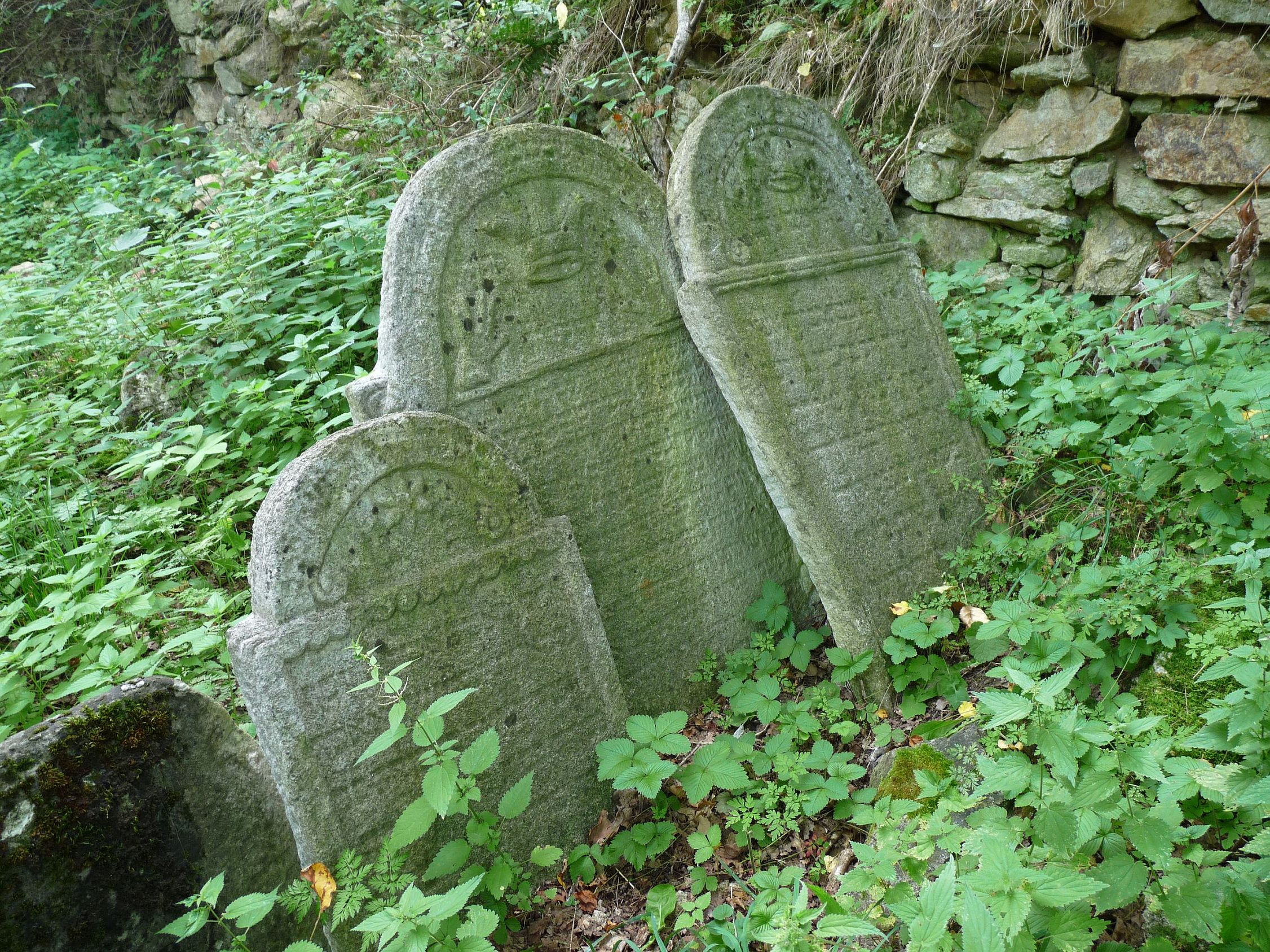
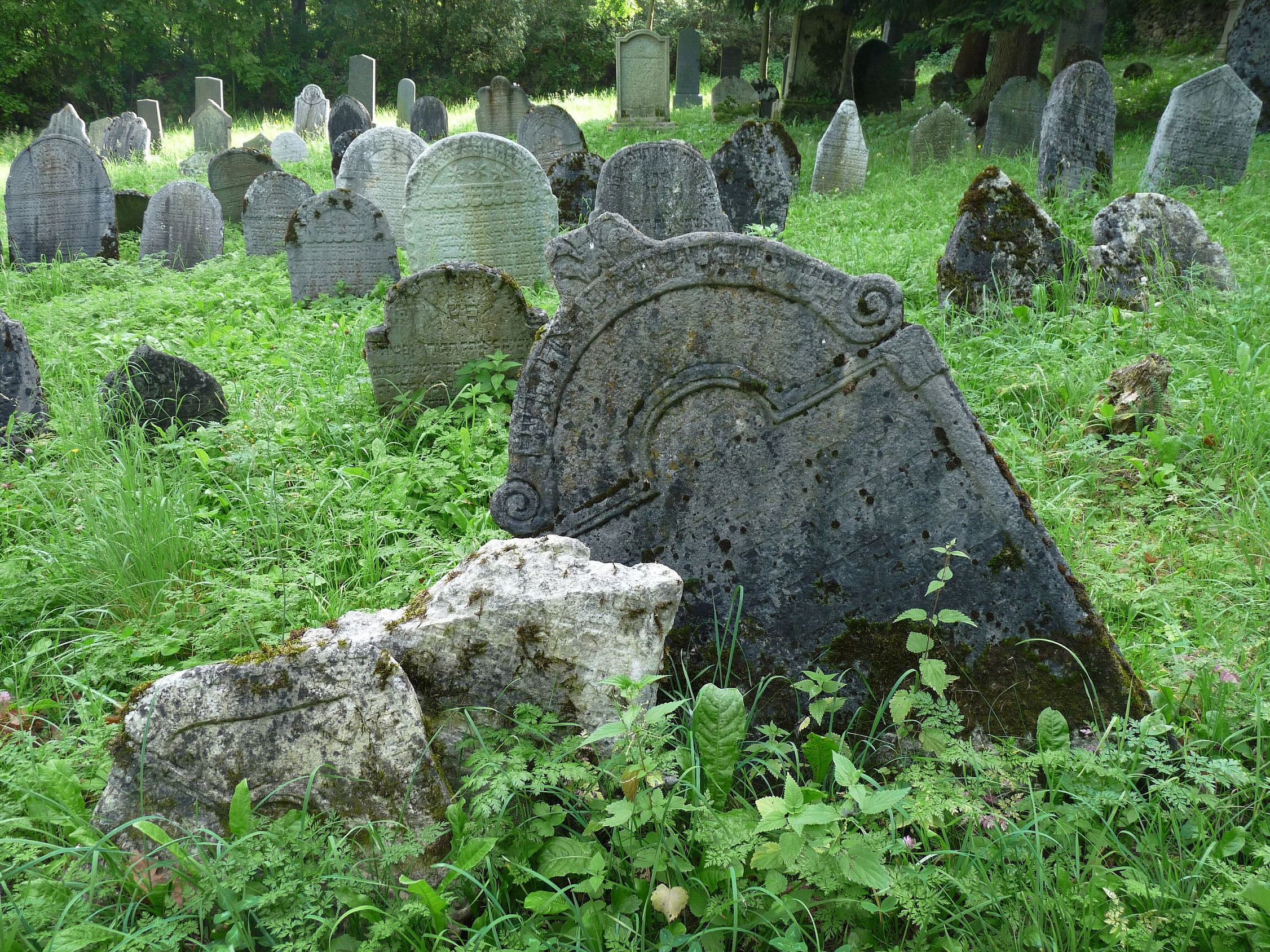
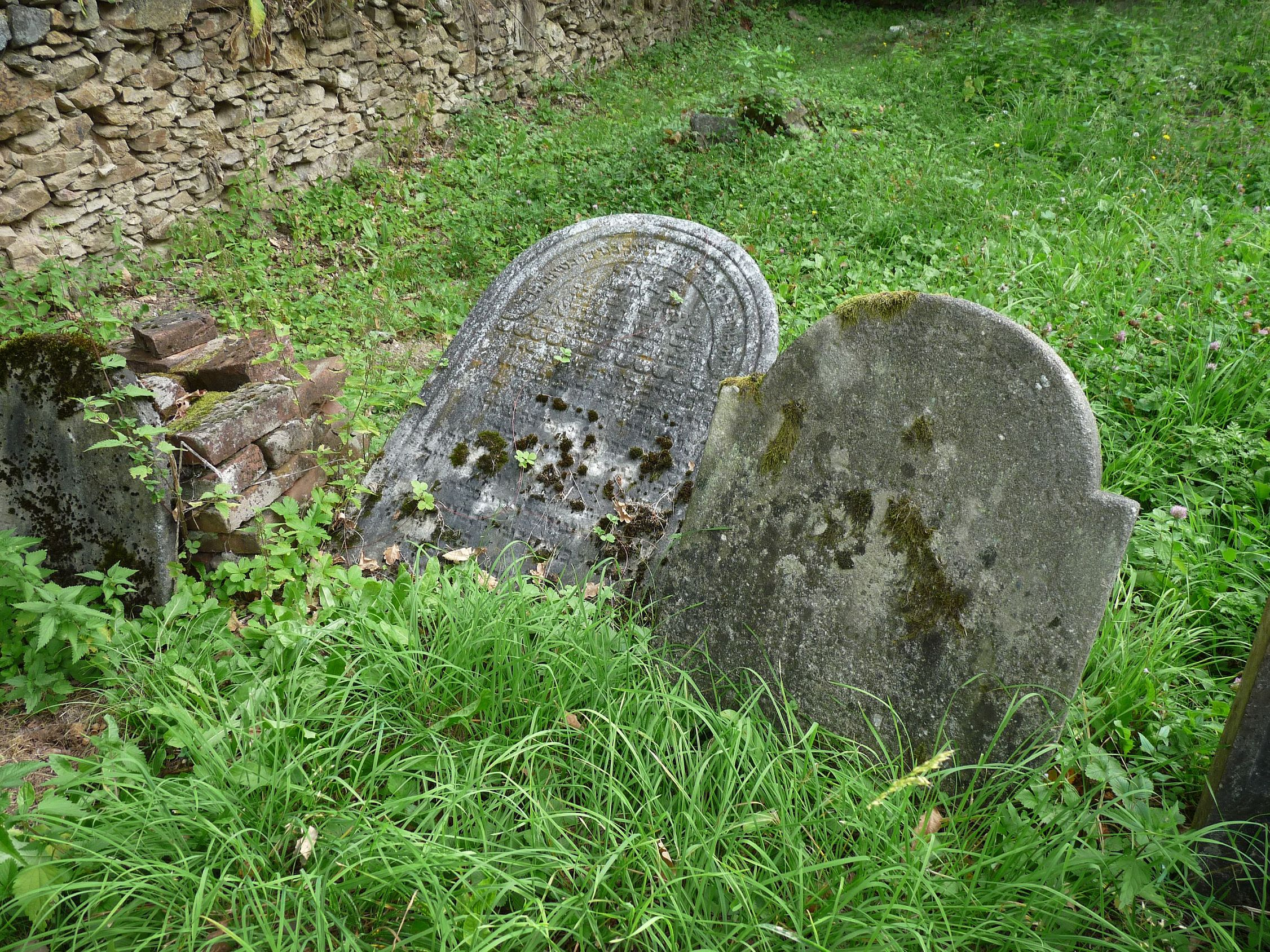
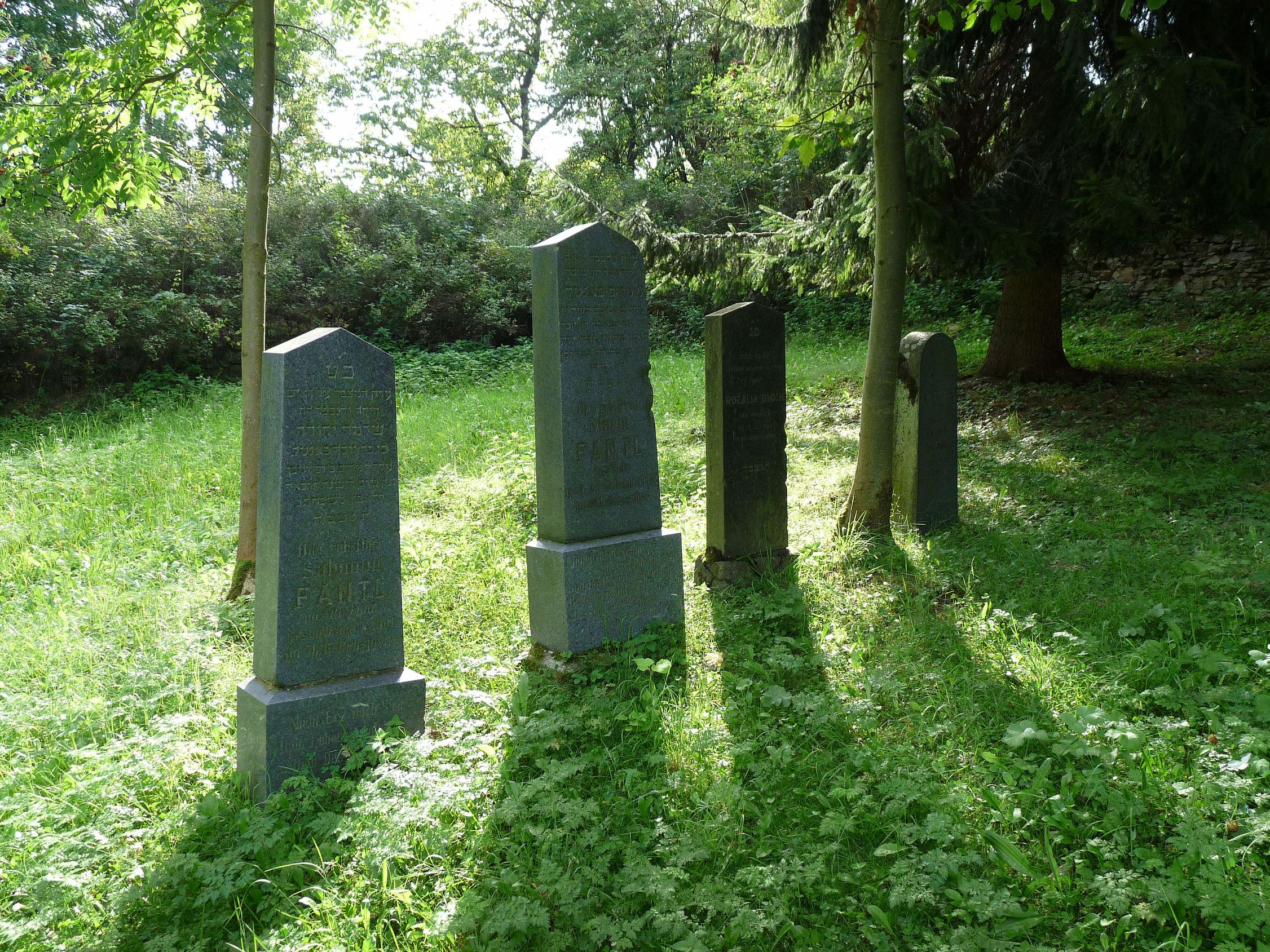